# Hisukattus
Hisukattus is een geslacht van spinnen uit de familie springspinnen (Salticidae).

## Soorten
De volgende soorten zijn bij het geslacht ingedeeld:
- Hisukattus alienus Galiano, 1987
- Hisukattus simplex (Mello-Leitão, 1944)
- Hisukattus transversalis Galiano, 1987
- Hisukattus tristis (Mello-Leitão, 1944)